# Vương Tiễn
Vương Tiễn (chữ Hán: 王翦; 304 TCN-214 TCN) là đại danh tướng nước Tần cuối thời Chiến Quốc, có công đánh dẹp các nước chư hầu ở Sơn Đông giúp Tần Thủy Hoàng thống nhất Trung Quốc, lập ra nhà Tần.
Ông đứng ngang hàng với các danh tướng cuối thời Chiến Quốc khác là Liêm Pha, Lý Mục và chỉ đứng sau đại danh tướng bách chiến bách thắng nổi tiếng nhất thời điểm đó là Bạch Khởi.

## Thân thế
Ông người ở làng Tân Dương Đông (nay thuộc đông bắc huyện Phú Bình, Thiểm Tây, Trung Quốc).

## Dưới quyền Bạch Khởi
Vương Tiễn làm tướng nước Tần khi nước này đã trở nên hùng mạnh, lấn át các chư hầu còn lại thời đó. Tuy nhiên, lực lượng của các quốc gia này còn khá mạnh nên vẫn đủ sức kháng cự trước những cuộc chiến tranh do nước Tần phát động.
Trước khi trở thành đại tướng nắm quyền chỉ huy ngoài mặt trận, Vương Tiễn là tướng dưới quyền của Bạch Khởi. Ông đã tham dự trận Trường Bình nổi tiếng năm 262 TCN với quân Triệu. Trận đó quân Tần do Bạch Khởi chỉ huy đánh bại hơn 40 vạn quân Triệu, giết chết chủ tướng Triệu Quát và chôn sống 40 vạn hàng binh nước Triệu.
Sau khi tướng Bạch Khởi trái ý Tần Chiêu Tương vương và bị giết, nước Tần mất đi một viên tướng "bách chiến bách thắng" để uy hiếp chư hầu. Dù quân Tần dũng mãnh hơn quân các nước nhưng một số tướng lĩnh thay thế như Vương Hột, Hoàn Nghĩ, Mông Ngao không đủ khả năng lập chiến tích như Bạch Khởi.
Trong hoàn cảnh đó, Vương Tiễn đã nổi lên trở thành người thay thế xứng đáng vai trò của Bạch Khởi trong việc đánh đông dẹp bắc, thống nhất Trung Hoa.

## Dẹp nội loạn
Tài năng của Vương Tiễn được bộc lộ từ việc dẹp loạn Phàn Ô Kỳ. Lúc đó Tần vương Chính mới lên ngôi được vài năm, trong triều nhiều người dị nghị về thân thế của vua Tần, cho rằng vua là con của thừa tướng Lã Bất Vi chứ không phải con của Tần Trang Tương vương Tử Sở. Vì thế tướng Phàn Ô Kỳ nhân cầm quân đi đánh Triệu, đã dựng một người con khác của Trang Tương vương là Trường An quân Thành Kiểu làm minh chủ để lật đổ Tần vương Chính.
Được tin, thừa tướng Lã Bất Vi bèn cử cha con Vương Tiễn, Vương Bí cùng Hoàn Nghĩ mang quân ra đón đánh. Có một lý do khiến Bất Vi tin tưởng cha con ông vì Vương Tiễn rất mực trung thành với Tần vương Chính và bản thân ông không tin vào việc vua Tần là con của Bất Vi.
Phàn Ô Kỳ chỉ là viên tướng dũng mãnh mà kém mưu mẹo. Vì vậy Vương Tiễn chỉ sau 2 trận đã đánh bại được Ô Kỳ. Ô Kỳ thua trận bỏ chạy sang nước Yên nương nhờ thái tử Đan, còn Thành Kiểu bị bắt. Tần vương Chính ra lệnh xử tử Thành Kiểu, Thành Kiểu bèn tự vẫn.

## Diệt nước Triệu
Năm 236 TCN, giữa Triệu và Yên xảy ra chiến tranh. Lợi dụng cơ hội này, lấy cớ cứu nước Yên, Tần vương Chính sai Vương Tiễn,  Hoàn Nghĩ và Dương Đoan Hòa chia nhau lĩnh ba đạo binh mã tấn công nước Triệu. Vương Tiễn đem quân chủ lực đánh thẳng vào Át Dữ, sau đó thừa thắng đánh lấy Liêu Dương, Nghiệp, An Dương liên tục phá được 9 thành của Triệu. Trong khi đánh Triệu, Vương Tiễn tích cực chỉnh đốn quân đội, tinh giảm quân già yếu, tăng cường quân khỏe để tăng sức chiến đấu của quân Tần, nhằm chuẩn bị đánh một đòn quyết định, tiêu diệt nước Triệu.
Năm 229 TCN, Vương Tiễn một lần nữa thụ mệnh đem quân diệt Triệu. Triệu vương Thiên phái đại tướng Lý Mục nghênh chiến. Hai bên giằng co cầm cự một năm.
Năm 228 TCN, vua Triệu mắc kế ly gián của Tần, theo lời gian thần Quách Khai mà giết chết Lý Mục. Vương Tiễn thừa cơ tấn công tổng lực Hàm Đan, bắt sống Triệu vương, diệt được nước Triệu.
Anh vua Triệu là Gia chạy lên đất Đại, tự xưng là Đại vương.

## Uy hiếp nước Yên
Năm 228 TCN, mượn cớ thái tử Đan nước Yên sai Kinh Kha sang Tần mưu sát Tần vương, Vương Tiễn được lệnh mang quân tấn công nước Yên. Quân Yên hợp binh chống trả. Vương Tiễn đánh tan quân Yên ở Dịch Thủy. Tháng 10 năm sau, Vương Tiễn chiếm được kinh đô Kế của nước Yên. Yên vương Hỉ phải trốn lên Liêu Đông.
Trong quá trình chỉ huy quân đội, Vương Tiễn không chỉ giỏi chớp thời cơ tiến đánh bất ngờ mà còn biết liệu thực lực, tùy vào sự biến hóa của quân địch mà tìm ra phương pháp đánh thắng một cách linh hoạt.

## Trấn an Tần vương
Năm 225 TCN, Tần vương lại phát động chiến tranh diệt Sở. Vương Tiễn bàn cần có 60 vạn quân. Tần vương nghi ngại như vậy sẽ phải lấy hết quân trong nước đi đánh. Lý Tín chỉ xin mang 20 vạn quân để diệt Sở. Tần vương nghe theo, cho rằng ông già yếu nhút nhát nên cần nhiều quân. Kết quả Lý Tín bị tướng Hạng Yên nước Sở đánh tan tành. Lý Tín bị cách chức. Tần vương Chính tự mình đi gặp Vương Tiễn nói rằng: 
Ta hối hận không nghe lời tướng quân, để quân Tần đại bại. Hiện nay quân Sở đang từ hướng Tây đánh lại, uy hiếp nước Tần. Tướng quân dù đang bị bệnh, lẽ nào thấy vận mệnh nước nhà nguy vong mà không cứu?
Vương Tiễn không còn cách nào từ chối, bèn nói:
Đại vương bất đắc dĩ phải dùng thần, không cho thần 60 vạn quân thì không xong.
Tần vương thắc mắc vì sao cần nhiều quân đến thế, ông đáp:
Nước Sở đất rộng, hễ có hiệu lệnh là có thể lấy được trăm vạn quân ngay. Tôi xin sáu mươi vạn quân, còn e không địch nổi, chứ nói gì diệt nước ấy?
Tần vương chỉ còn cách nghe theo Vương Tiễn. Vương Tiễn cùng Mông Vũ thống lĩnh 60 vạn quân phạt Sở. Trong sách "Sử Ký" còn ghi lại, Vương Tiễn nắm giữ trọng binh, rất sợ Tần vương nghi ngờ, nên khi Tần vương đến đất Bá để tiễn binh, Vương Tiễn bẩm báo với Tần vương đòi phần thưởng, đại ý nói mình tuổi đã già, lương bổng cũng không dư dả nên muốn một căn nhà to và vài trăm mẫu đất. Tần Thủy Hoàng nghe xong bật cười đáp Vương Tiễn cứ yên tâm ra trận, Tần vương chắc chắn sẽ không bạc đãi ông còn nói rằng: 
Đại tướng xuất chinh, còn lo gia cảnh nghèo đói ru?
Vương Tiễn nói: 
Làm tướng lĩnh của đại vương, có công cũng chẳng được phong hầu, tôi đây nhân lúc gần đại vương, xin chút ít điền sản làm của cải cho con cháu.
Vương Tiễn trước mỗi trận chiến lớn đều làm một việc tự bôi xấu hình tượng bản thân, biến ông thành quan tham điển hình, đó là đòi thưởng tiền, đòi phong đất, đòi nhà cao cửa rộng! Hơn nữa, càng là trận chiến lớn thì Vương Tiễn càng đòi hỏi nhiều. Có người nói với Vương Tiễn: 
Tướng quân cứ một mực xin đại vương ban thưởng như vậy,chẳng phải hơi quá đáng hay sao?
Vương Tiễn giải thích: 
Tần vương tính kiêu ngạo, lại không tin người, nay cử binh cả nước cho ta nắm giữ đi đánh Sở, nếu ta không xin thêm nhà cửa đất đai để ổn định cơ nghiệp cho con cháu, Tần vương nhất định sẽ nghi ngờ lòng trung thành của ta.
Việc Vương Tiễn xin xỏ, tuy có phải khổ sở trong lòng, nhưng chủ ý không phải vì phú quý, mà chẳng qua chỉ là muốn chứng tỏ mình không có ý phản nghịch, luôn trung thành với Tần vương. 
Từ cổ chí kim, các vị hoàng đế vốn không sợ đám quan lại tham lam, háo sắc mà chỉ sợ những vị đại thần không có sở thích, cũng không có nhược điểm gì. Nếu đại thần có tài, lại không tham lam hay háo sắc thì chắc chắn tham vọng duy nhất chính là tranh giành ngôi vương với hoàng đế! Bởi vậy, càng là những vị tướng tài năng đức độ đến nỗi gần như hoàn hảo lại càng khiến hoàng đế đứng ngồi không yên.
Vì lẽ đó, sự đòi hỏi của Vương Tiễn ngược lại còn khiến Tần vương thấy rất vui. Nguyên nhân đơn giản là việc này chứng minh Vương Tiễn không có mưu đồ tạo phản. Do vậy, yêu cầu thứ hai của Vương Tiễn luôn được Tần Thủy Hoàng rộng rãi chấp nhận.

## Thắng Hạng Yên, bình định nước Sở
Thấy Vương Tiễn cầm quân uy hiếp biên giới, Sở vương đã huy động binh lính trong nước, sai Hạng Yên chỉ huy quyết chiến với Tần. Vương Tiễn thấy quân Sở khí thế đang hăng, liền áp dụng phương pháp phòng thủ, quân Sở đến khiêu chiến, trước sau đóng cửa trại không ra đánh. Vương Tiễn hàng ngày cho quân nghỉ ngơi, ăn uống no đủ, bản thân ông thường xuyên sâu sát quân lính, quan tâm tới họ "cùng đồng cam cộng khổ" với lính. Lúc này, quân Sở không có cơ hội để tác chiến, lòng quyết tâm và nhuệ khí đã giảm. Lợi dụng thời cơ này, Vương Tiễn đã đưa quân truy quét. Quân Sở thua chạy.
Năm sau, Mông Vũ cùng Vương Tiễn hiệp đồng tác chiến bắt sống Sở vương Phụ Sô, đem đất đai nước Sở sáp nhập vào Tần. Hạng Yên lại tìm lập người tông thất nước Sở là Xương Bình quân lên ngôi, chạy về Lan Lăng. Vương Tiễn cùng Mông Vũ đánh thành, bắn chết Xương Bình quân. Hạng Yên bèn tự vẫn. Quân Sở đại bại. Quân Tần thừa thắng tiến sâu vào nước Sở.
Vương Tiễn kéo quân vào dụ yên dân, lại đem quân xuống miền nam, đến núi Tích Sơn, quân lính đào đất làm bếp, đặt nồi thổi cơm, tìm được một cái bia đá, ở trong có khắc mười hai chữ rằng: 
"Hữu tích: binh, thiên hạ tranh; vô tích: ninh, thiên hạ thanh"
Nghĩa là: 
"Có thiếc thì đánh nhau, thiên hạ loạn; không có thiếc thì yên, thiên hạ thanh bình"''.
Vương Tiễn cho đòi cổ nhân đến hỏi, thì biết từ khi vua Bình vương nhà Chu dời sang đất Lạc (722 TCN), núi ấy sản sinh ra nhiều chì, thiếc nên gọi là Tích Sơn, đã bốn mươi năm nay lấy dùng không hết, nhưng gần đây thấy ít dần; tấm bia ấy cũng không biết người nào làm ra. Vương Tiễn than rằng:
Bia này lộ ra thiên hạ từ đây được yên ổn. Có lẽ người xưa đã thấy trước được điều này, nên chon bia để báo cho người sau đó chăng! Từ nay nên đặt tên nơi này gọi là Vô Tích (không có thiếc).
Vương Tiễn kéo quân qua Cô Tô, quan giữ thành đem thành ra hàng. Ông bèn qua sông Chiết Giang mà định đất Việt. Con cháu vua Việt, từ sau khi nước Việt mất (333 TCN), ở tản mát trong khoảng Dũng Giang, Thiên Thai, dựa theo mé bể, tự xưng quân trưởng, không thống thuộc nhau. Đến lúc đó nghe oai đức vua Tần, đều đến xin hàng. Vương Tiễn thu lấy địa đồ và sở dinh, phi báo vua Tần; rồi lấy nốt cả đất Dự Chương, lập ra hai quận Cửu Giang và Cối Kê. Thế là Tần diệt được Sở.

## Con cháu
Sau đó vì tuổi cao, sức yếu, Vương Tiễn cáo lão về lại Dĩnh Dương. Con ông là Vương Bí tiếp tục cầm quân diệt nốt các nước chư hầu còn thoi thóp.
Năm 222 TCN, Vương Bí bắt vua Yên là Hỉ đưa về Hàm Dương. Nhân đà thắng lợi, Vương Bí sang đánh đất Đại, bắt sống Triệu Gia, diệt hẳn nước Triệu.
Năm 223, Vương Bí từ Yên đánh xuống Tề, bắt sống Tề vương Điền Kiến, hoàn thành thống nhất Trung Hoa.
Tần vương Chính lên ngôi hoàng đế, tức là Tần Thủy Hoàng.
Năm 214 TCN, Vương Tiễn mất, thọ 90 tuổi.
Cháu nội Vương Tiễn là Vương Ly theo Mông Điềm (cháu Mông Ngao, con Mông Vũ) đi mở mang đất đai phía bắc và xây Vạn Lý Trường Thành; trong chiến tranh chống các nước chư hầu nổi dậy thời Tần Nhị Thế, Vương Ly theo Chương Hàm khổ chiến nhiều trận, cuối cùng bị Hạng Vũ (cháu nội của Hạng Yên, một bại tướng dưới tay Vương Tiễn) bắt sống trong trận Cự Lộc và bị chém.
Vương Tiễn thuộc số ít các tướng cầm quân tài ba, bách chiến bách thắng, công danh sự nghiệp và phúc thọ đều trọn vẹn trong lịch sử Trung Quốc. Việc giải tỏa mối hiềm nghi của vua Tần với ông giúp ông tránh được thảm họa như trường hợp của Bạch Khởi trước đó và Hàn Tín sau này.

## Trong văn hóa đại chúng
| Năm  | Tác phẩm         | Diễn viên        |
| 2001 | Cỗ máy thời gian | Quách Chính Hồng |